# Nové Stanovice
Nové Stanovice (německy Neu Donawitz) jsou malá vesnice, část obce Stanovice v okrese Karlovy Vary v Karlovarském kraji. Nachází se asi 2,5 kilometru jihovýchodně od Stanovic. Nové Stanovice leží v katastrálním území Stanovice o výměře 12,79 km².

## Historie
První písemná zmínka o Nových Stanovicích pochází z roku 1813, kdy je zde uvedeno 24 obyvatel. Ke konci války, 19. března 1945, spadlo při bombardování Karlových Varů jižně od Nových Stanovic, v blízkosti usedlosti Na Močidlech, deset amerických pum. Po odsunu sudetských Němců po druhé světové válce došlo prakticky k vylidnění vesnice.

## Obyvatelstvo
Při sčítání lidu v roce 1921 ve vsi žilo 176 obyvatel (z toho 81 mužů) německé národnosti a římskokatolického vyznání. Podle sčítání lidu z roku 1930 měla vesnice 152 obyvatel německé národnosti. Až na jednoho člověka bez vyznání byli římskými katolíky.
| Rok            | 1869 | 1880 | 1890 | 1900 | 1910 | 1921 | 1930 | 1950 | 1961 | 1970 | 1980 | 1991 | 2001 | 2011 | 2021 |
| -------------- | ---- | ---- | ---- | ---- | ---- | ---- | ---- | ---- | ---- | ---- | ---- | ---- | ---- | ---- | ---- |
| Počet obyvatel | 232  | 239  | 236  | 217  | 176  | 176  | 152  | 29   | 34   | 23   | 16   | 6    | 7    | 23   | 35   |
| Počet domů     | 31   | 31   | 32   | 32   | 31   | 31   | 30   | 16   | 16   | 7    | 6    | 11   | 10   | 14   | 14   |

## Pamětihodnosti
V obci se nachází památkově chráněný dům čp. 13 (památkou je od roku 1958). Jedná se o venkovskou usedlost z 19. století s pekařskou pecí, která dnes slouží jako rekreační chata. Dalšími významnými budovami jsou dům s vyhlídkovou zvoničkou, která bývala dříve nejvýstavnější budovou v obci a býval zde hostinec. Dále bývalá školní budova, sloužící jako obytná a již odstraněná vrchnostenská ovčárna.